# スタニスワフ・レヴェラ・ポトツキ
スタニスワフ・"レヴェラ"・ポトツキ（ポーランド語:Stanisław Rewera Potocki, 1579年 - 1667年2月27日）は、ポーランド・リトアニア共和国のマグナート、ヘトマン。ミコワイ・ポトツキの従兄。

## 生涯
下級軍人のアンジェイ・ポトツキの息子として生まれた。彼はプロテスタントのカルヴァン派信徒だったが信仰心は浅く、イエズス会や妻ゾフィア・カリノフスカの説得でカトリックに改宗した。最初の妻ゾフィアと長く連れ添い5人の子供をもうけ、1658年頃にモルダヴィア公国のかつての統治者イェレーミャ・モヴィーレの娘アンナと再婚した。
ポトツキは1621年よりポドレの財務官を、1628年よりカミェニェツ＝ポドルスキ城代、1631年よりブラツワフ県知事、1636年よりポドレ県知事をそれぞれ務めた。さらに1652年に王冠領野戦ヘトマン、1654年に王冠領大ヘトマンとなり、1655年よりキエフ県知事、1658年よりクラクフ県知事にも就任した。彼はハールィチ、ラドム、クラシニスタフ、ロプチツェ、メディカ、バール、グロジェツ、コロムィヤ、モスティスカ、ドラヒムフ、レティヒフ、ドリナを代官として支配する大領主だった。
ポトツキはモルダヴィア・マグナート戦争では1620年のツェツォラの戦い、および1621年のホチムの戦いなどに参加した。スウェーデンとの戦いでは1629年のグジュノの戦いを指揮しグスタフ・アドルフに敗れ、ポーランドへの再侵攻を許したが、この時はヘトマンであるスタニスワフ・コニェツポルスキによってワルシャワ侵攻は阻止されている。
ロシア・ポーランド戦争でもヘトマンとして戦い、1654年のホロドクの戦いでロシア・ツァーリ国とウクライナ・コサックの連合軍に敗北している。その直後の大洪水時代には、彼はスウェーデンの侵略者に降伏したが、そのあとでティショフツェ連盟を組織して国王ヤン2世カジミェシュと共にスウェーデン軍の撃退に乗り出し、1659年までにスウェーデン軍を共和国領内から追い出すことに成功した（スウェーデンは対デンマーク戦争、対ロシア戦争をも起こして3国家と敵対したため、共和国からの軍事的な敗北を余儀なくされた）。
また1655年、ポトツキはオクフマティフの戦いでコサックとロシア軍を打ち破った。1660年、彼は王冠領野戦ヘトマンのイェジー・セバスティアン・ルボミルスキとともに、ヴァシーリー・シェレメーチェフ将軍の率いるロシア軍の進軍を止め、ツトヌフの戦いで敵を撃退した。しかし1665年にルボミルスキが国王に対して反乱を起こすと、この戦友を敵に回して国王側についた。
息子のアンジェイ・ポトツキとフェリクス・カジミェシュ・ポトツキ、また外孫のミコワイ・ヒェロニム・シェニャフスキもヘトマンであった。